# 貢德氏囊蛙
貢德氏囊蛙是擴角蛙科囊蛙屬的其中一種，分布在哥倫比亞安第斯山脈（哥倫比亞西部山脈和哥倫比亞山）和厄瓜多（厄瓜多西部山脈）。貢德氏囊蛙是目前已知的唯一一種兩顎都長有真牙的蛙類，最初的模式屬名是「Amphignathodon」，由喬治·阿爾貝·布蘭潔於1882年描述。

## 描述
貢德氏囊蛙是目前已知的唯一一種下顎有真牙的蛙類。它的牙齒在消失了2億多年後重新進化，這是對道羅定律的挑戰。下顎牙齒的再進化可能更容易，因為蛙類的上顎有牙齒，所以在2億年後已經有了發育牙齒的生化途徑，這與鳥類不同。從生物化學角度來看，這可能是調節基因的抑制因子消失的一個例子。
雄性的體長為68—78 mm（2.7—3.1英寸），雌性的體長為70—82 mm（2.8—3.2英寸）。

## 棲息地和保護
貢德氏囊蛙的自然棲息地是熱帶潮濕的森林。這些蛙類是夜行性動物，以植被為生，包括鳳梨科。
該物種的數量正在減少。減少的原因之一是棲息地的喪失，但該物種在厄瓜多的適宜棲息地內也有所減少，可能是由於氣候變遷或壺菌病。

## 外部連結
- Discover life: Hylidae – Treefrogs （页面存档备份，存于）
- Breathing Space: Gastrotheca guentheri 的存檔，存档日期7 April 2014.